# Ernst Gottlob Orthmann
Ernst Gottlob Orthmann (Mettmann, 19 marzo 1859 – Berlino, 18 agosto 1922) è stato un ginecologo tedesco.

## Biografia
Studiò medicina alle università di Berlino, Tubinga e Gottinga, conseguendo il dottorato nel 1882. Dopo la laurea, lavorò presso l'Università di Marburg presso la clinica chirurgica universitaria in qualità di assistente e sotto la supervisione del chirurgo Wilhelm Roser e del patologo Felix Jacob Marchand presso l'istituto anatomo-patologico. In seguito, lavorò presso l'ospedale della città di Wiesbaden e alla clinica ginecologica privata di August Eduard Martin a Berlino. Nel 1899 prese il comando della clinica privata a Berlino quando Martin fu scelto come professore all'Università di Greifswald.
Nel 1908 si stabilì nella zona ovest di Berlino. Durante la Prima guerra mondiale diresse gli ospedali di guerra di Bruxelles e Berlino.
Nel 1899 pubblicò due articoli su un certo tipo di tumore ovarico che in seguito sarebbe diventato noto come "tumore di Brenner". Pubblicò anche su gravidanze ectopiche e malattie tubercolari in ginecologia.
Fu autore della Real-Encyclopädie der gesammten Heilkunde. Orthmann fu due volte presidente della Società ostetrica di Berlino e medico di fiducia delle Wöchnerinnen am Urban (puerpere di Urban).

## Opere principali
- Primärkarzinom in einer Tuberkulösen, 1888.
- Leitfaden für den gynäkologischen Operationskurs, 1899.
- Vademecum für histopathologische Untersuchungen in der Gynäkologie, 1901.
- Orthmann's handbook of gynaecological pathology for practitioners and students (pubblicato in inglese, 1904).